# Ira (Nueva York)
Ira es un pueblo ubicado en el condado de Cayuga en el estado estadounidense de Nueva York. En el año 2000 tenía una población de 2.426 habitantes y una densidad poblacional de 26.9 personas por km².

## Geografía
Ira se encuentra ubicado en las coordenadas 43°12′30″N 76°31′50″O / 43.20833, -76.53056.

## Demografía
Según la Oficina del Censo en 2000 los ingresos medios por hogar en la localidad eran de $46,027, y los ingresos medios por familia eran $48,750. Los hombres tenían unos ingresos medios de $35,472 frente a los $25,134 para las mujeres. La renta per cápita para la localidad era de $16,954. Alrededor del 7.0% de la población estaban por debajo del umbral de pobreza.